# Campesinos de Paso de Ovejas
Los Campesinos de Paso de Ovejas fue un equipo de béisbol que participó en la Liga Invernal Veracruzana con sede en Tolomé, Veracruz, México.

## Historia
Los Campesinos de Paso de Ovejas debutaron en la LIV en la Temporada 2014-2015.

### Inicios
Los Campesinos por primera vez forman parte de la LIV.

### Actualidad
Toman parte de la actual temporada de la LIV.

## Jugadores

### Roster actual
Actualizado al 3 de enero de 2016.
"Temporada 2015-2016"
| Lanzadores: - 7 Marcos Machado - 9 Rubén Molina - 10 Jorge Soto - 13 Antonio Guzmán - 14 Leobardo Medrano - 15 Jon Sintes - 17 Ángel Araiza - 20 Mario Jiménez - 27 Hubbie Pellegaud - 31 Fernando Lagunes - 37 Gabriel Cervantes - # Alfredo Ruiz - # Luis Rodríguez - # Jorge Andrés González Receptores: - 8 Miguel Torres - 22 Sergio Burruel |  | Jugadores de Cuadro: - 2 Wallys de la Cruz - 13 Luis Fernando Porchas - 21 Luis Gerardo García - 33 Jonathan Salazar - 34 Osdanis Montero Ferrales Jardineros: - 6 Héctor Téllez - 24 Marcos Vechionacci - 29 Cristhian Presichi - 77 Antonio Galaz - # Osniel Madera - # Rubén Agramón Mánager: 25 Francisco Estrada |

 =  Cuenta con nacionalidad mexicana. 